# Cis setifer
Cis setifer es una especie de coleóptero de la familia Ciidae.

## Distribución geográfica
Habita en Guatemala y México.